# ショッピング王ルイ
『ショッピング王ルイ』（ショッピングおうルイ、朝: 쇼핑왕루이）は2016年9月21日から2016年11月10日までMBCで放送されていた大韓民国のテレビドラマである。

## あらすじ
複雑な消費の都市ソウルのど真ん中に落ちた温室の中の記憶喪失の男“ショッピング王・ルイ”と、ネット音痴な“五台山モモンガ”コ・ボクシルによる波乱万丈なサバイバルロマンティックコメディ。

## 登場人物

### 主要人物
ルイ（カン・ジソン）：ソ・イングク
ゴールドライン会長の孫。
コ・ボクシル：ナム・ジヒョン
五台山育ちのモモンガ女。
チャ・ジュンウォン：ユン・サンヒョン
ゴールドライン本部長。
ペク・マリ：イム・セミ
ゴールドライン商品企画チーム長。

### ゴールドライン社
イ・ギョングク：キム・ビョンチョル
ゴールドライン企画チーム課長。
クォン・ミヨン：チャ・チョンファ
ゴールドライン企画チーム代理。
パク・ヘジュ：ミラム
ゴールドライン企画チーム社員。
ピョン・ドジン：イ・ジェギュン
ゴールドライン企画チーム社員。

### ルイの周辺人物
キム・ホジュン：オム・ヒョソプ
ルイの執事。
チェ・イルスン：キム・ヨンオク
ルイの祖母。ゴールドライン会長。
ホ・ジョンラン：キム・ソニョン
イルスンの執事。
ペク・ソング：キム・ギュチョル
マリの父。ゴールドライン社長。

### ボクシルの周辺人物
コ・ボンナム：リュ・イソン
ボクシルの弟。
ファン・クムジャ：ファン・ヨリヒ
インソンの母。ゴールドラインビルの清掃班長。
チョ・インソン：オ・デファン
ルイの近隣住人。失業者。

## 視聴率
| 2016年     | 2016年     | 2016年     | 2016年     | 2016年    | 2016年    |
| Ep.        | 放送日     | TNmS視聴率 | TNmS視聴率 | AGB視聴率 | AGB視聴率 |
| Ep.        | 放送日     | 大韓民国   | ソウル     | 大韓民国  | ソウル    |
| ---------- | ---------- | ---------- | ---------- | --------- | --------- |
| 第1回      | 9月21日    | 5.4％      | 6.3％      | 5.6％     | 6.5％     |
| 第2回      | 9月22日    | 6.3％      | 5.9％      | 6.2％     | 7.0％     |
| 第3回      | 9月28日    | 7.4％      | 7.7％      | 7.0％     | 7.3％     |
| 第4回      | 9月29日    | 8.5％      | 8.5％      | 7.8％     | 8.4％     |
| 第5回      | 10月6日    | 8.2％      | 8.1％      | 8.4％     | 9.1％     |
| 第6回      | 10月12日   | 9.9％      | 11.4％     | 8.8％     | 9.3％     |
| 第7回      | 10月13日   | 10.1％     | 10.8％     | 10.0％    | 10.4％    |
| 第8回      | 10月19日   | 10.4％     | 11.4％     | 9.7％     | 10.0％    |
| 第9回      | 10月20日   | 11.5％     | 13.1％     | 10.7％    | 11.3％    |
| 第10回     | 10月26日   | 10.9％     | 11.9％     | 10.2％    | 10.4％    |
| 第11回     | 10月27日   | 11.1％     | 11.2％     | 10.5％    | 10.9％    |
| 第12回     | 11月2日    | 11.4％     | 11.4％     | 11.0％    | 11.4％    |
| 第13回     | 11月3日    | 11.4％     | 12.8％     | 10.0％    | 10.6％    |
| 第14回     | 11月9日    | 8.8％      | 9.4％      | 10.4％    | 11.1％    |
| 第15回     | 11月10日   | 10.9％     | 11.7％     | 9.7％     | 10.3％    |
| 第16回     | 11月10日   | 9.2％      | 9.3％      | 8.9％     | 9.7％     |
| 平均視聴率 | 平均視聴率 | 9.5％      | 10.3％     | 9.0％     | 9.6％     |

## スタッフ
- 脚本：オ･ジヨン
- 演出：イ･サンヨプ

## 賞とノミネート
| 年     | 賞                 | カテゴリー               | 受信者                       | 結果       | 参考  |
| ------ | ------------------ | ------------------------ | ---------------------------- | ---------- | ----- |
| 2016年 | 第35回 MBC演技大賞 | 今年のドラマ             | ショッピング王ルイ           | ノミネート |       |
| 2016年 | 第35回 MBC演技大賞 | 大賞（大山）             | ソ・イングク                 | ノミネート |       |
| 2016年 | 第35回 MBC演技大賞 | 優秀俳優賞               | ソ・イングク                 | 受賞       | [ 8 ] |
| 2016年 | 第35回 MBC演技大賞 | 優秀俳優賞               | ユン・サンヒョン             | ノミネート |       |
| 2016年 | 第35回 MBC演技大賞 | 優秀女優賞               | ナム・ジヒョン               | ノミネート |       |
| 2016年 | 第35回 MBC演技大賞 | 新人女優賞               | ナム・ジヒョン               | 受賞       |       |
| 2016年 | 第35回 MBC演技大賞 | 俳優部門ゴールデン演技賞 | キム・ギュチョル             | ノミネート |       |
| 2016年 | 第35回 MBC演技大賞 | 俳優部門ゴールデン演技賞 | オム・ヒョソップ             | ノミネート |       |
| 2016年 | 第35回 MBC演技大賞 | 女優部門ゴールデン演技賞 | イム・セミ                   | 受賞       |       |
| 2016年 | 第35回 MBC演技大賞 | 女優部門ゴールデン演技賞 | キム・ソニョン               | ノミネート |       |
| 2016年 | 第35回 MBC演技大賞 | ベストカップル賞         | ソ・イングク＆ナム・ジヒョン | ノミネート | [ 9 ] |

## 日本での放送
| 放送局                 | 放送期間                                               | 放送時間                  |
| ---------------------- | ------------------------------------------------------ | ------------------------- |
| BS11                   | 2017年（平成29年）8月13日 - 10月28日                   | 土・日曜日 8:00 - 9:00    |
| TBSチャンネル1         | 2018年（平成30年）10月2日 - 10月12日                   | 火 - 金曜日 20:30 - 22:50 |
| 千葉テレビ             | 2018年（平成30年）11月21日 - 2019年（平成31年）3月27日 | 水曜日 19:00 - 19:55      |
| 千葉テレビ             | 2019年（平成31年）4月5日 - 4月26日                     | 金曜日 19:00 - 19:55      |
| ホームドラマチャンネル | 2020年（令和2年）10月30日 - 11月20日                   | 月 - 金曜日 7:00 - 8:30   |
| テレビ埼玉             | 2021年（令和3年）3月17日 - 8月25日                     | 水曜日 10:30 - 11:25      |
| びわ湖放送             | 2021年（令和3年）4月23日 - 10月8日                     | 金曜日 13:00 - 13:55      |
| BSフジ                 | 2021年（令和3年）6月17日 - 7月16日                     | 月 - 金曜日 10:00 - 10:57 |
| テレビ大阪             | 2022年（令和4年）2月1日 - 3月3日                       | 月 - 金曜日 9:30 - 10:30  |
| BSJapanext             | 2022年（令和4年）9月5日 - 10月4日                      | 月 - 金曜日 7:30 - 8:30   |
| BSJapanext             | 2022年（令和4年）9月11日 - 10月9日                     | 日曜日 7:30 - 11:30       |
| BSJapanext             | 2023年（令和5年）1月26日 - 2月27日                     | 月 - 金曜日 19:00 - 19:58 |
| BSJapanext             | 2023年（令和5年）1月28日 - 2月25日                     | 土曜日 15:00 - 20:00      |
| テレ朝チャンネル1      | 2023年（令和5年）11月13日 -                            | 月・火曜日 13:30 - 15:50  |